# Naria albuginosa
Espèce
Répartition géographique
Synonymes
- Cypraea albuginosa Gray, 1825
- Erosaria albuginosa (Gray, 1825)

Naria albuginosa est une espèce de porcelaines (mollusques gastéropodes de la famille des Cypraeidae).

## Caractéristiques
Ces belles porcelaines de forme allongée et ne dépassant pas 35 mm, sont appelées « albuginosa » (aubergine) en raison de la coloration parfois rose ou violette de leur base.
Leur dénomination anglo-saxonne White Spotted Cowry, c’est-à-dire porcelaine à pois blancs, nous éclaire mieux sur leur face dorsale brun clair ponctuée de taches blanches chacune élégamment cerclée d’une nuance de brun plus foncée.

## Répartition
On les trouve du Golfe de Californie et de la mer de Cortés jusqu’à l’Équateur.
Elles sont présentes également aux îles Galápagos sous une forme différente : Naria albuginosa f. nariaeformis (Schilder & Schilder, 1930).